# Petalura
Genre
Petalura est un genre de la famille des Petaluridae appartenant au sous-ordre des Anisoptères dans l'ordre des Odonates. Il comprend cinq espèces.

## Liste d'espèces
- Petalura gigantea Leach, 1815
- Petalura hesperia Watson, 1958
- Petalura ingentissima Tillyard, 1908
- Petalura litorea Theischinger, 1999
- Petalura pulcherrima Tillyard, 1913